# Werner Kaiser
Werner Kaiser (7 de maig del 1926 a Múnic - 11 d'agost del 2013) fou un egiptòleg alemany. Els seus treballs sobre la cronologia relativa a l'Alt Egipte són en l'actualitat una referència en l'àmbit científic.

## Vida i obra
Després del servei militar, Kaiser va estudiar egiptologia i prehistòria a la Universitat de Múnic egiptologia i el 1954 va aconseguir un doctorat. Després d'això, va ser professor ajudant a la Universitat de Heidelberg. A partir de l'1 de febrer 1962 va ser director del Museu Egipci al Berlín Oest. De desembre del 1967 al 1989 va ser el primer director del Departament de l'Institut Arqueològic Alemany del Caire (DAI). Aquí, durant 22 anys de treball, va crear estructures sostenibles de treball i va introduir nous aspectes o àrees avançades, com la restauració i direcció d'obra.
Kaiser va fer contribucions fonamentals a la cronologia de la transició entre el període predinàstic i la monarquia primerenca. Especialment les seves investigacions al Delta del Nil van obrir la porta a noves excavacions i van assegurar així una intensificació en l'estudi d'aquest període de la història de l'antic Egipte. En particular, les excavacions a Elefantina estan relacionades amb el nom de l'emperador. També es va ocupar dels aspectes històrics de l'art, especialment l'escultura, així com de l'urbanisme la cultura urbana a Egipte.
Kaiser va ser membre corresponent de l'Acadèmia Bavaresa de Ciències (1984) i de la de Göttingen (1991). Fou també membre de ple dret del DAI i membre de l'Institut arqueològic austríac i l'Institut d'Égypte.
Durant la seva vida va ser distingit amb diversos honors i condecoracions, entre les quals destaquen la Gran Creu Federal del Mèrit de la República Federal d'Alemanya.

## Publicacions
- Werner Kaiser, « Zur inneren Chronologie der Naqadakultur », Archaeologia Geographica, no 6, 1957, p. 69-77 ;
- Werner Kaiser, « Zur vorgeschichtlichen Bedeutung von Hierakonpolis », MDAIK, no 16, 1958, p. 183-192 ;
- Werner Kaiser, « Bericht über eine archäologisch-geologische Felduntersuchung in Ober- und Mittelägypten », MDAIK, no 17, 1961, p. 1-53 ;
- Werner Kaiser, « Zur Südausdehnung der vorgeschichtlichen Deltakulturen und zur frühen Entwicklung in Oberägypten », MDAIK, no 41, 1985, p. 61-87 ;
- Werner Kaiser, « Vier vorgeschichtliche Gefäß von Haraga », MDAIK, no 43, 1987, p. 121-122 ;
- Werner Kaiser, « Zur Entstehung des gesamtägyptischen Staates », MDAIK, no 46, 1990, p. 287-299 ;
- Werner Kaiser, « Zu den Granitkammern und ihren Vorgangerbauten unter der Stufenpyramide und im Südgrab von Djoser », MDAIK, no 53, 1997, p. 195-207.